# Мануел Ирадер и Булфи
Мануел Ирадер и Булфи (на испански: Manuel Iradier y Bulfy) е испански топограф, изследовател на Африка.

## Ранни години (1854 – 1874)
Роден е на 6 юли 1854 година във Витория, Испания. Изучава философия и литература, но под влияние на четенето на множеството публикувани материали, касаещи усиленото изследване на Африка от европейците в този период, се включва в изследването на черния континент.
През 1868 г., само на 14-годишна възраст, създава дружество с научна насоченост наречено „Пътешественик“, чиято цел е изследването и опознаването на няколкото испански владения в Африка.

## Изследователска дейност (1874 – 1900)
През 1874 предприема т.нар. предварително пътуване с проучвателна цел в Гвинейския залив, което продължава две години и половина. По време на експедицията картира крайбрежието на Екваториална Гвинея в района на залива Кориско и островите Кориско и Елобей. В края на 1877 се завръща в Испания и на базата на извършената от него геодезическа снимка е съставена голяма подробна карта на тези райони поместена в „Бюлетина на Мадридското географско дружество“ през 1878.
През август 1884, придружен от испанеца Амадо Осорио и финансиран от Мадридското георграфско дружество, тръгва отново към сърцето на Африка и извършва картиране на естуара Рио Муни.
Освен с топографско картиране на посетените райони Ирадер и Булфи извършва етнографски, метеороложки изследвания и астрономически наблюдения.

## Следващи години (1901 – 1911)
През 1901 се премества в Мадрид, където е директор на компания за обработка на дървен материал. Поради влошено здравословно състояние се оттегля в село Валсейнската, провинция Сеговия, където на 19 юли 1911 година умира на 57-годишна възраст.